# Reduktive Gruppe
Die reduktive Gruppe ist ein Begriff der Mathematik, der vor allem in der Darstellungstheorie und der geometrischen Invariantentheorie von Bedeutung ist.

## Definition
Eine reduktive Gruppe {\displaystyle G} ist eine algebraische Gruppe über einem algebraisch abgeschlossenen Körper {\displaystyle k}, die eine der folgenden äquivalenten Bedingungen erfüllt:
- Das Radikal der Komponente der Eins {\displaystyle G_{0}} ist ein algebraischer Torus, insbesondere also eine abelsche Gruppe.
- Das unipotente Radikal von {\displaystyle G_{0}} ist die triviale Gruppe. Mit anderen Worten: {\displaystyle G_{0}} hat keine abgeschlossenen, zusammenhängenden und unipotenten Normalteiler.
- Die Gruppe ist das Produkt {\displaystyle G=ST} zweier abgeschlossener Normalteiler {\displaystyle S} und {\displaystyle T}, wobei {\displaystyle S} halbeinfach und {\displaystyle T} ein algebraischer Torus ist.

Im letzten Fall ist {\displaystyle S=\left[G_{0},G_{0}\right]} und {\displaystyle T} das Radikal von {\displaystyle G}, der Durchschnitt {\displaystyle S\cap T} ist endlich und jede halbeinfache oder unipotente Untergruppe von {\displaystyle G_{0}} ist in {\displaystyle S} enthalten.
Im Fall {\displaystyle \operatorname {char} (k)=0} ist {\displaystyle G} genau dann reduktiv, wenn jede Darstellung vollständig reduzibel ist und dies ist genau dann der Fall, wenn die adjungierte Darstellung vollständig reduzibel ist.
Im Fall {\displaystyle k=\mathbb {C} } ist {\displaystyle G} genau dann reduktiv, wenn sie die Komplexifizierung einer zusammenhängenden kompakten Lie-Gruppe ist.

## Beispiele
Sei {\displaystyle k} ein algebraisch abgeschlossener Körper. Dann sind die folgenden Gruppen reduktiv.
- Die multiplikative Gruppe {\displaystyle G_{m}(k)=k^{*}}.
- Die allgemeine lineare Gruppe {\displaystyle GL(n,k)}.
- Die spezielle lineare Gruppe {\displaystyle SL(n,k)}.
- Alle halbeinfachen algebraischen Gruppen.

## Reduktive Gruppenschemata
Reduktivität kann für Gruppenschemata über beliebigen Basisschemata definiert werden. Dabei wird aus technischen Gründen eine Zusammenhangsbedingung gefordert.
Ein reduktives Gruppenschema über einem Schema {\displaystyle S} ist ein glattes {\displaystyle S}-affines {\displaystyle S}-Gruppenschema {\displaystyle G}, sodass alle geometrischen Fasern {\displaystyle G_{\overline {s}}} von {\displaystyle G} zusammenhängende reduktive Gruppen im Sinne der Definition im ersten Abschnitt sind.
Ist {\displaystyle S} das Spektrum eines algebraisch abgeschlossenen Körpers {\displaystyle k}, so ergibt sich die Definition von zusammenhängenden reduktiven Gruppen. In diesem Fall ist nämlich {\displaystyle \mathrm {id} \colon S\to S} ein geometrischer Punkt und für jeden algebraisch abgeschlossenen Körper {\displaystyle l}, der {\displaystyle k} erweitert, ist der Basiswechsel {\displaystyle H_{l}} einer zusammenhängenden reduktiven Gruppe {\displaystyle H} wieder zusammenhängend und reduktiv.